# Миха Локар
Миха Локар (Цеље, 10. септембар 1935) бивши је југословенски кошаркаш.

## Биографија
Током кошаркашке каријере наступао је за Олимпију из Љубљане. Са екипом је неколико пута освојио Првенство Југославије.
Играо је за кошаркашку репрезентацију Југославије. Наступио је за Југославију на Летњим олимпијским играма 1960. у Риму, у којем је са кошаркашком репрезентацијом освојио шесто место. Освојио је сребрну медаљу на Европском првенству 1961. године које је одржано у Београду. Била је то прва медаља коју је Југославија освојила на Европским првенствима.

## Клупски трофеји
- Првенство Југославије (5): 1957, 1959, 1961, 1962, 1966.